# Analmaaye
Analmaaye foi o Décimo Quarto Rei da Dinastia Napata do Reino de Cuxe que governou de 542 a 538 a.C., foi o sucessor de Malonaqen. Após seu entronamento tomou o nome real de Neferkare (Ra é aquele cujo Ka é poderoso).  

## Histórico
Analmaaye (também grafado Analmaye , Analma'aye ) foi filho de Malonaqen e de sua esposa Tagtal.
O governo de Analmaaye foi pacífico e próspero principalmente porque no Egito continuava o longo reinado de Amósis II (570 - 526 a.C.) que restaurou as relações políticas e comerciais com o reino de Cuxe.
Analmaaye continuou reinando a partir de Meroé e Napata continuou o principal centro religioso. Analmaaye veio a falecer em 538 a.C. e seu filho Amaninatakilebte o sucedeu. 
Analmaaye foi enterrado na necrópole de Nuri. Sua pirâmide é a de nº 18.  